# François Brabant (journaliste français)
Ne doit pas être confondu avec François Brabant (journaliste belge)
Pour les articles homonymes, voir Brabant.
François Brabant, né le 6 juin 1964, est un journaliste français spécialisés dans le sport, directeur adjoint de la rédaction des sports de France Télévisions de 2011 à juin 2016.
Il est actuellement Directeur Délégué de la chaîne Franceinfo TV.

## Biographie
De 1995 jusqu'en 2001, François présente les journaux télévisés de 7h et de 8h dans Télématin sur France 2.
Par la suite, François Brabant a également été chef du service des sports puis rédacteur en chef adjoint du journal de 13 heures de France 2, alors présenté par Daniel Bilalian. Ce poste lui a permis de remplacer ce dernier pendant les vacances de Noël de 2003.
De 2004 à 2005, François Brabant a coprésenté Stade 2 en alternance avec Laurent Luyat.
François Brabant commente aussi de 2005 à 2016 le tournoi de Roland-Garros sur France Télévisions aux côtés notamment de Patrice Dominguez,.
De 2011 à 2016, François Brabant est directeur adjoint de la rédaction des sports de France Télévisions auprès du directeur des sports Daniel Bilalian et travaille une nouvelle formule de diffusion de Roland-Garros multi-supports.
En juin 2016, François Brabant est remplacé par Pascal Golomer et rejoint l’équipe du projet de chaîne d’information en continu France Info.
Il est actuellement Directeur Délégué de la chaîne Franceinfo TV.